# 毛滂
毛滂（1061年—1124年?），字澤民，號東堂，衢州江山縣石門鎮（今屬浙江江山市）人，北宋詞人。

## 生平
約生于嘉祐五年（1061年）。元豐二年（1079年），娶北宋名臣赵抃之孙女赵英為妻。以父毛維瞻之蔭入仕，元豐七年（184年），官郢州（今湖北省钟祥县）長壽尉。元祐年間任杭州法曹，後任饒州司法參軍。蘇軾兄弟乃其父毛维瞻世交，故多加薦舉。紹聖間為衢州推官。紹聖四年（1097年），改授武康縣令。崇寧年間，以曾布之薦，召爲刪定官。政和四年（1114年），以祠部員外郎知秀州。宣和初年以言語得罪，貶真定通判。
其詞受蘇軾、柳永影響，清圓明潤，別樹一格，無穠艷詞語，自然深摯、秀雅飄逸，對陳與義、朱敦儒、姜白石、張炎等人皆有影響。大觀初年，蔡京當政時，曾獻諛詞以求進用，任登闻鼓院。宣和後期出知秀州。宣和六年（1124年）尚在世。

## 著作
《東堂集》十卷，詩四巻文六巻，書簡即附入文集，有四庫全書版本。
《東堂詞》，毛晉刋入六十家詞、四庫全書版本。